# Zinzi Chabangu
Zinzi Chabangu (Sudáfrica, 28 de septiembre de 1996) es una atleta sudafricana, especialista en la prueba de triple salto, en la que logró ser subcampeona africana en 2018

## Carrera deportiva
En el Campeonato Africano de Atletismo de 2018 celebrado en Asaba (Nigeria) ganó la medalla de plata en el triple, alcanzando los 13.59 metros, tras la nigeriana Grace Anigbata (oro con 14.02 metros) y por delante de la saltadora de Lesoto Lerato Sechele (bronce con 13.31 metros).